# Mama (BZN)
Mama is een van oorsprong Italiaans lied dat in 1940 werd gecomponeerd door Cesare Andrea Bixio en geschreven werd door Bixio Cherubini onder de titel Mamma son tanto felice. Het lied kent meerdere vertalingen en werd door diverse artiesten vertolkt, onder wie Beniamino Gigli, Claudio Villa, Violetta Villas, Muslim Magomajev, Luciano Pavarotti, Toto Cutugno, Andrea Bocelli, Connie Francis, BZN & Jantje Smit en vele anderen.
In Nederland en West-Duitsland was het in 1967 een grote hit voor Heintje Simons.

## Versie van BZN
Mama werd in 1996 opgenomen door de Volendamse band BZN voor het album A symphonic night. Het is een duet tussen BZN-zangeres Carola Smit en de toen tienjarige Jantje Smit, die door de groep ontdekt werd bij een Volendammer jongenskoor. Het is het enige nummer dat BZN opnam met iemand van buiten de band.
In november 1996 werd Mama op single uitgebracht. Het nummer stond zeven weken in de Nederlandse Top 40 en behaalde daarin de twaalfde plaats. Dat was ook de positie die in de Mega Top 50 werd bereikt.
Als beloning voor het zingen van deze hit mocht Jantje Smit een single uitbrengen op kosten van BZN. Dit nummer, Ik zing dit lied voor jou alleen, werd geschreven door BZN-leden Jan Keizer, Jack Veerman en Jan Tuijp. De single kwam vanuit het niets op nummer 1 in de Top 40 terecht en zorgde daarmee voor de uiteindelijke doorbraak van Jantje Smit (later Jan Smit).